# الروضتين
الروضتين، هي منطقة في شمال الكويت تمتاز بانحدارها نحو الشرق والشمال الشرقي بشكل خفيف، وتغطي هذا السهل رواسب حصوية وتقطعه شبكة كثيفة من الاودية الجافة. تتكون من روضتان صالحتان للري هما الروضة الجنوبية والروضة الشمالية، وتبعد الروضة الجنوبي عن العاصمة مدينة الكويت 88 كيلو متر، وتبعد الروضة الشمالية 94 كيلو متر عن العاصمة. لمكنها يعرفان الآن حالياً بالروضتين على اعتبار أنهما منطقة، واحدة. اكتشفت فيها المياه العذبة صدفة ً في 25 أبريل 1961. أيضا أكتشف فيها النفط أسموه حقل الروضتين في سبتمبر 1954 و بدأ الإنتاج الفعلي في 1960.